# 沢田文吉
- 沢田 文吉
- 澤田 文吉

沢田 文吉（さわだ ぶんきち、1920年7月18日 – 2006年6月12日）は、日本の棒高跳び選手。
1940年代から1950年代にかけて活躍、日本陸上競技選手権大会優勝9回、アジア大会金メダル2回。1952年ヘルシンキオリンピックでは6位入賞を果たした。

## 生涯
岐阜市出身。1938年、旧制岐阜中学校（現在の岐阜県立岐阜高等学校）在学中、全国中等学校選手権（全国高等学校陸上競技対校選手権大会の前身）で110mハードル走に出場し優勝している（16.8秒）。
東京文理科大学（東京教育大学を経て筑波大学の前身となる官立大学）に進む。1942年、日本学生陸上競技対校選手権大会で優勝（4m00）。同年、日本陸上競技選手権大会で初優勝（4m10）。
第二次世界大戦後は岐阜市役所に勤務（戦後の所属先は岐阜市教育委員会や、岐阜陸協ともされる）。1947年に日本陸上競技選手権大会で2度目の優勝を果たして以後8連覇。また、国民体育大会でも1947年の第2回大会（石川）以後優勝4回。
1951年の第1回アジア競技大会（ニューデリー）に出場、棒高跳（4m11）で優勝したほか、十種競技にも出場し2位となっている。
1952年、第二次世界大戦後に初めて日本が出場したヘルシンキオリンピックに参加、日本選手団の旗手を務めた。岐阜県出身者初のオリンピック選手である。競技では4m20を跳び、6位に入賞した。
1954年の第2回アジア競技大会（マニラ）で、棒高跳（4m06）で優勝した。
公職では岐阜県スポーツ振興審議会長などを務めた。

## 備考
- 岐阜県陸上競技協会は「澤田文吉記念棒高跳競技会」を開催している（岐阜県春季陸上競技大会との兼催）。
- 棒高跳種目の世界大会での日本選手の入賞は、ヘルシンキ五輪の澤田以後ながらく途絶えた。澤野大地が2005年にヘルシンキ世界陸上、2016年にリオ五輪で入賞した際に、それぞれ澤田以来との表現が用いられた。

## 関連文献
- 土屋康夫『虹色のバーを超えた男 沢田文吉の20世紀』（岐阜新聞社、2001年） ISBN 487797007X